# Партія реформ Затлерса
Партія реформ Затлерса (латис. Zatlera Reformu partija, ZRP) — колишня політична партія Латвії, заснована у 2011 році колишнім президентом Латвії Валдісом Затлерсом після завершення його президентської каденції. Партія позиціонувала себе як сила реформ та боротьби з корупцією.
На парламентських виборах 2011 року ZRP здобула друге місце, отримавши 22 мандати у Сеймі. Партія увійшла до коаліції з партією «Єдність» та національним об'єднанням «Все для Латвії!» — «Батьківщині і свободі/ДННЛ».
У 2012 році частина депутатів покинула фракцію, заснувавши нову політичну силу — Партію реформ (без прізвища Затлерса в назві).
У 2015 році партія офіційно припинила існування, частина її членів приєдналася до інших політичних сил, зокрема до партії «Єдність».

## Ідеї та програма
Основними напрямками діяльності партії були:
- боротьба з корупцією;
- реформування судової системи;
- прозорість державного управління;
- посилення громадянського суспільства;
- збалансований розвиток регіонів.